# Wendy Moten
Wendy Moten (* 22. November 1965 in Memphis, Tennessee) ist eine US-amerikanische Soulsängerin.

## Leben und Wirken
Moten besuchte die Overton High School in Memphis und arbeitete später als Sängerin in einem Ensemble des Freizeitparks Libertyland. Während ihres Studiums an der Universität in Memphis sang sie in kleinen Klubs, bis sie von Kevin Paige, einem früheren Mitschüler, als Backgroundsängerin in seiner Band angeheuert wurde. 1991 entdeckte sie der Produzent Dick Williams, der sie davon überzeugte, ein Demoband aufzunehmen.
Nachdem sie mit Michael Bolton auftrat, unterzeichnete sie bei EMI/ERG einen Plattenvertrag. 1992 erschien das nach ihr benannte Debütalbum. Zwei weitere Alben, Time for Change und Christmas Time wurden nur in Japan veröffentlicht. 1996 folgte das Album Life's What You Make It.
Moten tritt weiterhin auf, veröffentlicht hin und wieder Alben und tourte zuletzt als Backgroundsängerin mit Faith Hill und Tim McGraw. Sie ist außerdem als Backgroundsängerin auf Alben von Eric Clapton, Martina McBride oder Bonnie Tyler zu hören.

## Diskografie
Alben
- 1992: Wendy Moten
- 1995: Time for Change
- 1995: Christmas Time
- 1996: Life's What You Make It
- 2009: Tis The Season
- 2014: Timeless – Wendy Moten Sings Richard Whiting